# Hisinger
Hisinger är en ursprungligen svensk adelsätt, som numera främst är etablerad i Finland. Offentlig statistik tillgänglig i december 2023 anger att 2 personer i Sverige och 23 personer i Finland är folkbokförda med namnet Hisinger. Den finska uppgiften inkluderar ett mindre antal (under 5) utflyttade personer.

## Personer med efternamnet Hisinger
- Fridolf Leopold Hisinger (1845–1928), finländsk bruksägare
- Johan Hisinger (1727–1790), bruksägare och bergsråd, adlad
- Mikael Hisinger (1758–1829), finländsk bruksägare och ryttmästare
- Wilhelm Hisinger (1766–1852), svensk brukspatron, kemist och fysiker